# Julius Fedders

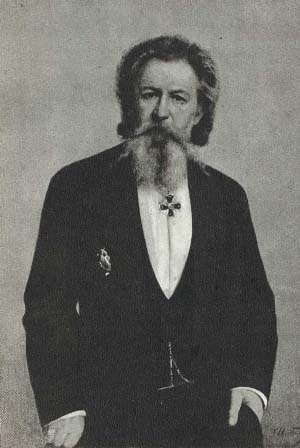
Julius Fedders

Julius Woldemar Fedders, lettisch Jūlijs Feders, russisch Юлий Иванович Феддерс (* 19. Juni 1838 in Kokenhusen, Gouvernement Livland, Russisches Kaiserreich; † 1. Februar 1909 in Nischyn, Gouvernement Tschernigow, Russisches Kaiserreich), war ein deutschbaltischer Landschaftsmaler und Zeichenlehrer.

## Leben

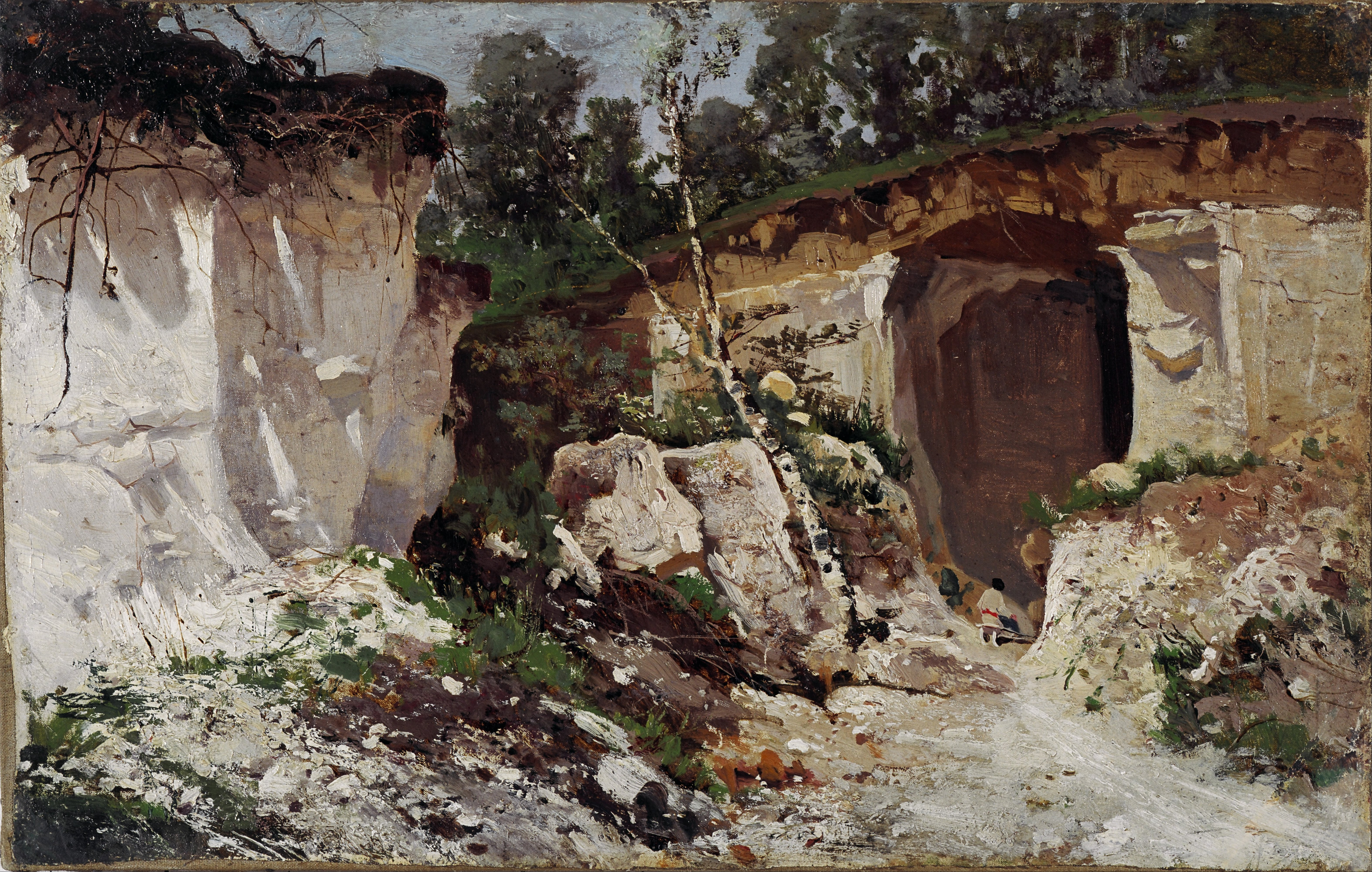
Kalksteinbruch, 1881

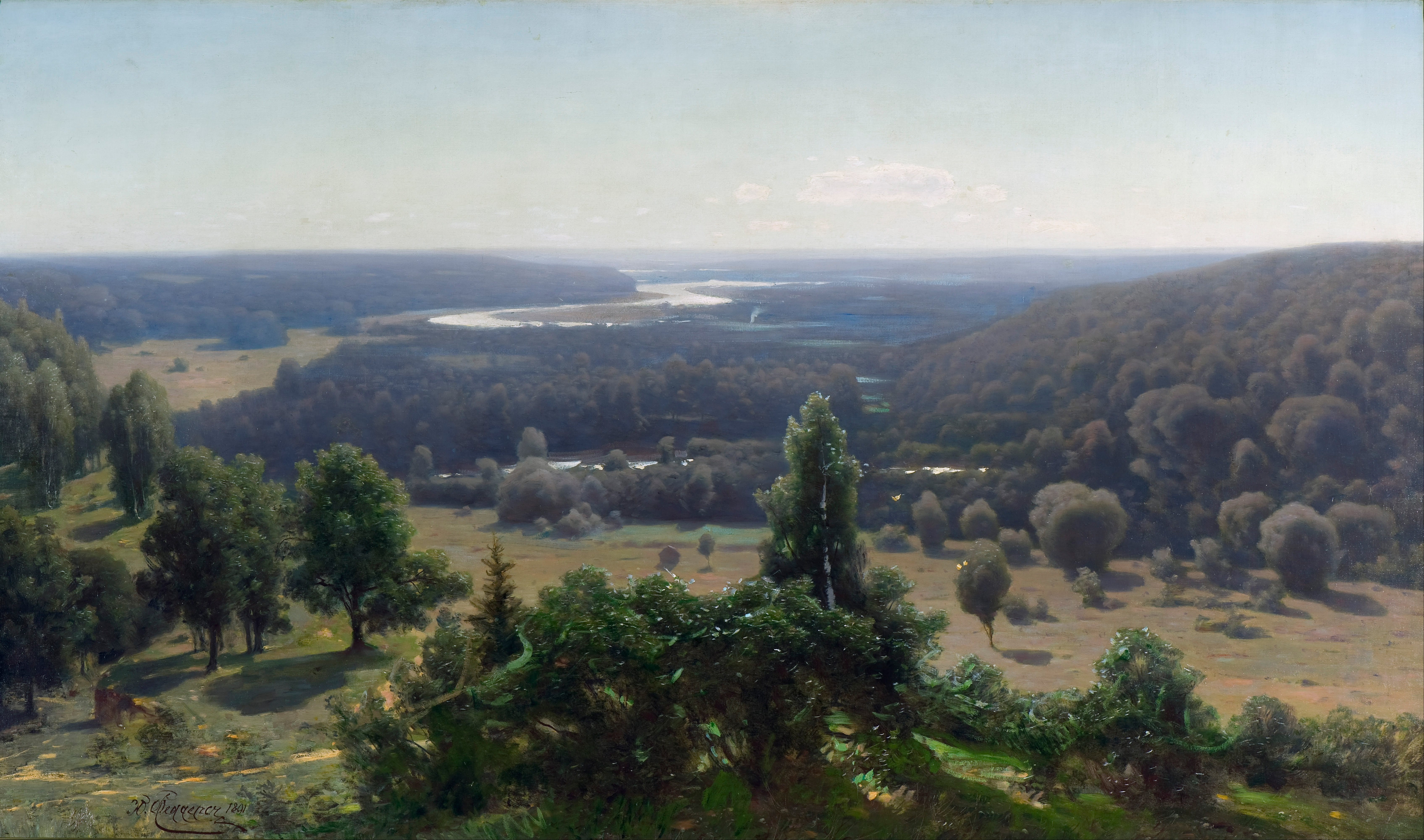
Das Tal der Gauja, 1891

Fedders, Sohn eines evangelisch-lutherischen Gastwirts aus dem livländischen Kokenhusen, besuchte nach der örtlichen Grundschule die Domschule und die Privatschule des Pastors Bergmann in Riga. In der Domschule erhielt er Zeichenunterricht von dem Porträtmaler Gustav Wilhelm Rosenberg (1809–1873). 1856 begann er ein Malereistudium an der Kaiserlichen Kunstakademie in Sankt Petersburg, wo er sich in dem Atelier von Sokrat Maximowitsch Worobjow (1817–1888) auf die Landschaftsmalerei spezialisierte. Gemeinsam mit seinem Freund Iwan Iwanowitsch Schischkin unternahm er Studienreisen. Das Studium beendete er mit mehreren Auszeichnungen.
Danach wurde er Zeichenlehrer an der Realschule von Mitau. In dieser Zeit begann er, sich mit der Fotografie zu beschäftigen. 1874 nahm er mit dem Gemälde Wald nach dem Sturm an der International Exhibition of Arts and Manufactures in Dublin teil. Dafür wurde er mit einer Silbermedaille ausgezeichnet. 1875 quittierte er das Lehramt und ging nach Düsseldorf, wo er sich von Eugen Dücker in der Landschaftsmalerei der Düsseldorfer Schule unterrichten ließ. 1876 nahm Fedders die Stelle eines Zeichenlehrers an einer Schule in Belgorod an, wo er die nächsten zehn Jahre arbeitete. Von 1889 bis 1898 unterrichtete er an der Handelsschule St. Petersburg. 1880 ernannte ihn die Petersburger Akademie zu ihrem Vollmitglied. 1905 zog Fedders zu seinem Sohn Georg nach Nischyn. Dort starb er an einer Infektion, nachdem er sich im August 1908 einer Blasenoperation unterzogen hatte.
Fedders’ Landschaftsmalerei ist in besonderer Weise im Lettischen Nationalen Kunstmuseum vertreten und gilt dort als bedeutendes Beispiel für die Zeit des Übergangs von der Romantik zum Realismus.